# Zona desmilitarizada de Corea
La Zona desmilitarizada de Corea (ZDC) (en hangul, 한반도의 군사 분계선; romanización revisada, Hanbando-eui Gunsa Bungeseon; McCune-Reischauer, Hanpanto'eui Kunsa Punkesǒn), también conocida como frontera intercoreana, es una franja de seguridad que protege el límite territorial de tregua entre la República Popular Democrática de Corea y la República de Corea. Establecida en 1953, mide 4 km de ancho y 238 km de longitud. 
Esta zona, diseñada específicamente para la contención militar, es de carácter hostil y está casi despoblada de civiles. En 1970, se descubrieron tres túneles que se usaban para espionaje y veinte años después se halló uno más, todos construidos por militares de Corea del Norte. Toda la zona se encuentra permanentemente iluminada, excepto por el área de los ferrocarriles de Kaesong, Kosong (ambas en la parte norcoreana), Munson y Sokcho (en el lado surcoreano). En medio de la Zona desmilitarizada se encuentra el poblado de Panmunjom, en donde se firmó el armisticio de la guerra de Corea.
De conformidad con el tratado de Panmunjon, la parte sur de la ZDC está administrada por los Estados Unidos, mientras que la parte norte está administrada por Corea del Norte. Lo curioso de esta zona hostil es que cuenta con una gran diversidad ecológica en flora y fauna, que además ha visto favorecido su desarrollo debido al despoblamiento humano de la zona en las últimas décadas.

## Definición
En terminología militar, una zona desmilitarizada o zona neutral es un área, por lo general la frontera o límite entre dos o más potencias militares (o alianzas), donde la actividad militar no está permitida, por lo general por medio de un tratado de paz, un armisticio u otros acuerdos bilaterales o multilaterales. A menudo una zona desmilitarizada se encuentra en una línea de control y constituye una frontera internacional de facto, ya que la desmilitarización lo que pretende es evitar choques armados accidentales.
Algunas zonas desmilitarizadas se han convertido también involuntariamente en zonas de conservación de la vida silvestre, debido a que dichos territorios son considerados demasiado peligrosos para el asentamiento y construcción, y están mucho menos expuestos a la perturbación humana o la caza.
En general, la palabra "desmilitarizado" significa ser convertido para un uso o propósito no militar, o retornado a un campo desmilitarizado. En tal sentido este término es así utilizado en la ex-repúblicas soviéticas, tanto en sus idiomas locales (mediante transliteración) como en idiomas occidentales.
A pesar de que muchas zonas desmilitarizadas son también territorio neutral, ya que a ninguna de las partes se le permite su control, incluso para la administración civil, hay casos en que sigue siendo una zona desmilitarizada después de haberse realizado un acuerdo adjudicándole el control completo a un Estado, el cual renunció a su derecho a establecer cualquier fuerza o instalación militar allí (por ejemplo, el caso de Renania en la República de Weimar entre 1919 y 1936).
También es posible que las partes hayan acordado la desmilitarización de una zona sin haber resuelto aún sus reivindicaciones territoriales en conflicto, lo que implica que dichos conflictos serían resueltos únicamente por medios pacíficos (como el diálogo diplomático o un tribunal internacional), o incluso podrían entrar en un punto "congelado".

## Historia
El paralelo de Corea, también llamado paralelo 38° Norte, fue la frontera trazada entre las zonas de ocupación de Estados Unidos y la Unión Soviética en la península coreana tras la derrota japonesa en la Segunda Guerra Mundial. Cuando el conflicto terminó y se independizaron la República Popular Democrática de Corea y la República de Corea en 1948, la línea de control entre ambas zonas de ocupación pasó a ser una frontera internacional de facto, y una de las zonas más conflictivas durante la Guerra Fría.

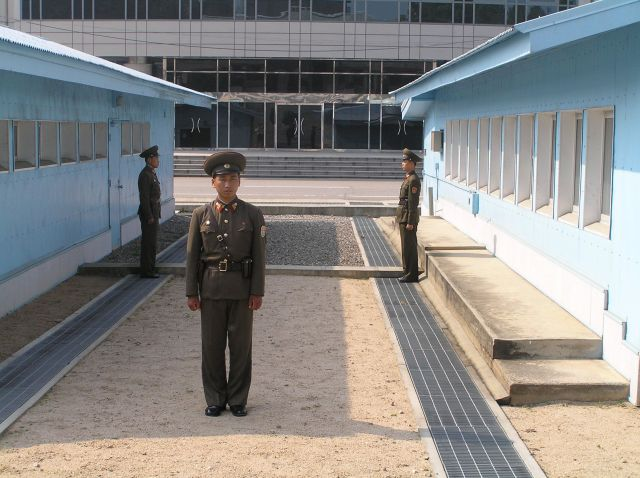
Soldados norcoreanos en la zona, al norte de la frontera.

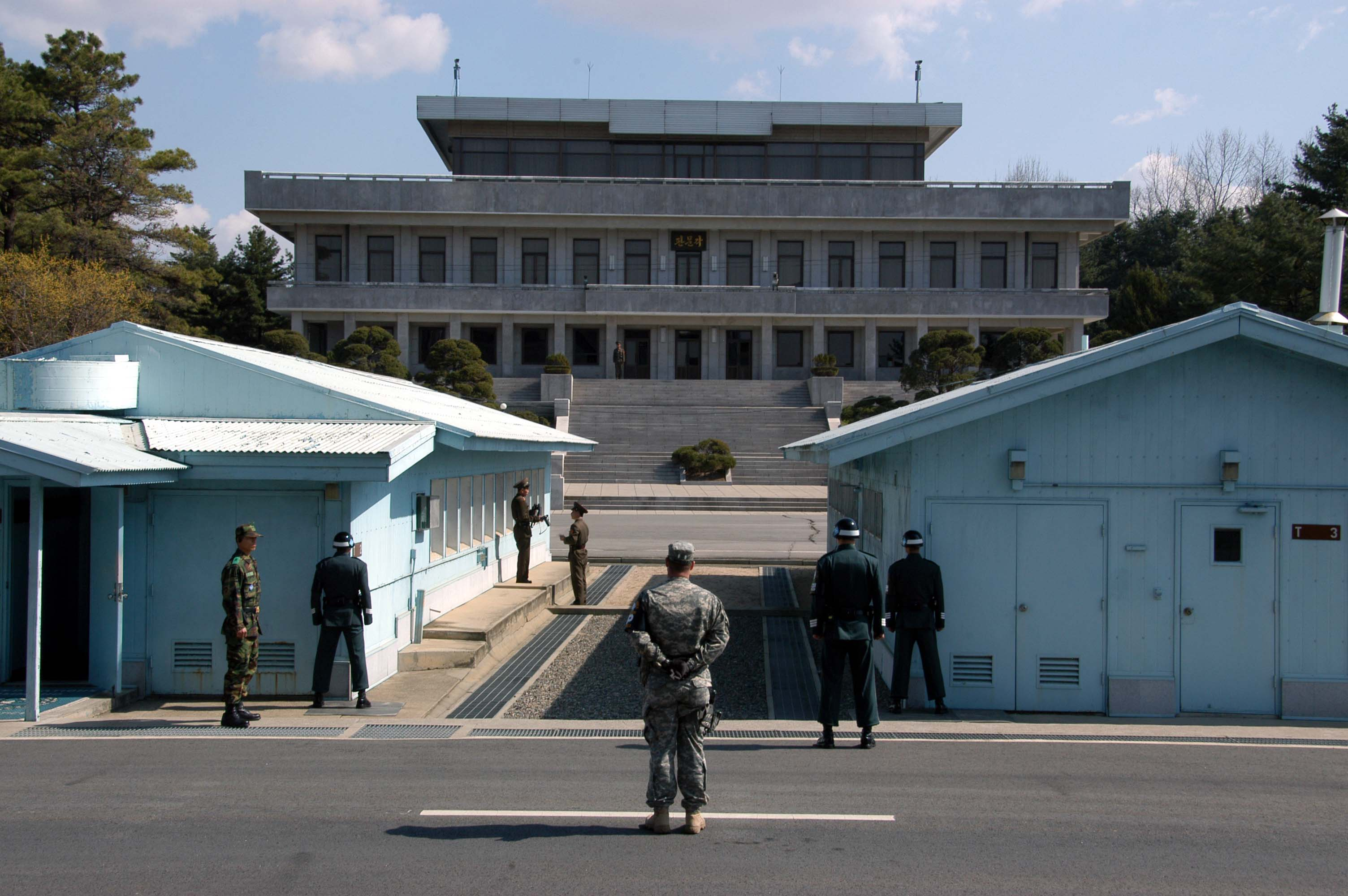
Soldados estadounidenses y surcoreanos en la zona, al sur de la frontera.

La guerra de Corea comenzó cuando el ejército comunista de Corea del Norte cruzó la linde e invadió parte del sur de la península. Al terminar este conflicto, tanto el norte como el sur necesitaron de sus respectivos países aliados para poder salir adelante. Tras el alto el fuego decretado el 27 de julio del mismo año, se decidió crear de forma oficial una zona desmilitarizada. Cada bando debía retrasar sus tropas 2000 metros de la línea del frente de batalla, creando una barrera neutral de 4 kilómetros de ancho sobre el paralelo de Corea. A su vez, se estableció una Línea de Demarcación Militar que indica el centro exacto de la ZDC. 
Por el norte, el acuerdo de paz fue firmado por Corea del Norte. En el caso del sur, el acuerdo fue firmado por Estados Unidos, al ser este país el representante de la fuerza multinacional que apoyaba a Corea del Sur. Es por ello que oficialmente el armisticio está firmado entre Corea del Norte y Estados Unidos, que técnicamente siguen en guerra. 
Corea del Norte no es reconocida por Corea del Sur, que se autoproclama soberana sobre toda la península. De similar forma, Corea del Sur, a efectos formales, no existe para Corea del Norte, y no es más que una región colonial de Estados Unidos.
La ZDC está considerada como zona conflictiva. Ambos ejércitos permanecen a ambos lados de la frontera, vigilantes ante cualquier posible movimiento de su enemigo. El armisticio indica cuánto personal militar y qué tipo de armas están permitidas en la zona desmilitarizada. Los soldados de ambos lados pueden patrullar su territorio, pero no pueden cruzar la línea de demarcación.
El único pueblo que permanece dentro de las fronteras de la ZDC es Daeseong-dong. Dicha población es gobernada y protegida por el Comando de las Naciones Unidas, y cuenta con una población cercana a las 200 personas que proceden, en su mayoría, de refugiados por la guerra de Corea.

### Incursiones
Desde su demarcación, la zona desmilitarizada ha sido parte de numerosas incursiones, en su mayoría de tropas norcoreanas, que terminaron muchas veces en tiroteos entre ambos bandos. Las hostilidades continúan hasta el día de hoy. Algunas de las más relevantes fueron:
- 21 de enero de 1968: varios comandos norcoreanos de la Unidad 124 se hicieron pasar por soldados surcoreanos, en un intento de asesinar al presidente de la zona sur, Park Chung-hee. La misión fue un fracaso, ya que 29 soldados fueron asesinados durante la persecución, uno se suicidó, y el último fue capturado. Los comandos de la República Popular acabaron con la vida de dos policías y cinco civiles, aunque otras fuentes aumentan el número de víctimas hasta 68. Tres soldados estadounidenses murieron al intentar evitar que los norcoreanos huyeran a través de la zona desmilitarizada.

- 20 de noviembre de 1974: se descubre el primer túnel por donde los norcoreanos podían infiltrarse a la zona sur.

- Marzo de 1975: un segundo túnel norcoreano es descubierto. Se descubrirá un tercer túnel en 1978.

- 18 de agosto de 1976: se producen los conflictos en el Área de Seguridad Compartida, que terminaron con la muerte de dos soldados estadounidenses a manos de norcoreanos. Aunque no se considera técnicamente una infiltración, los hechos se produjeron en la zona neutral.

- 3 de marzo de 1990: un cuarto túnel es descubierto

- 29 de octubre de 2010: se producen dos disparos desde Corea del Norte hacia un puesto de vigilancia surcoreano cerca de Hwacheon. Las tropas surcoreanas devolvieron tres disparos.

## Área de Seguridad Conjunta

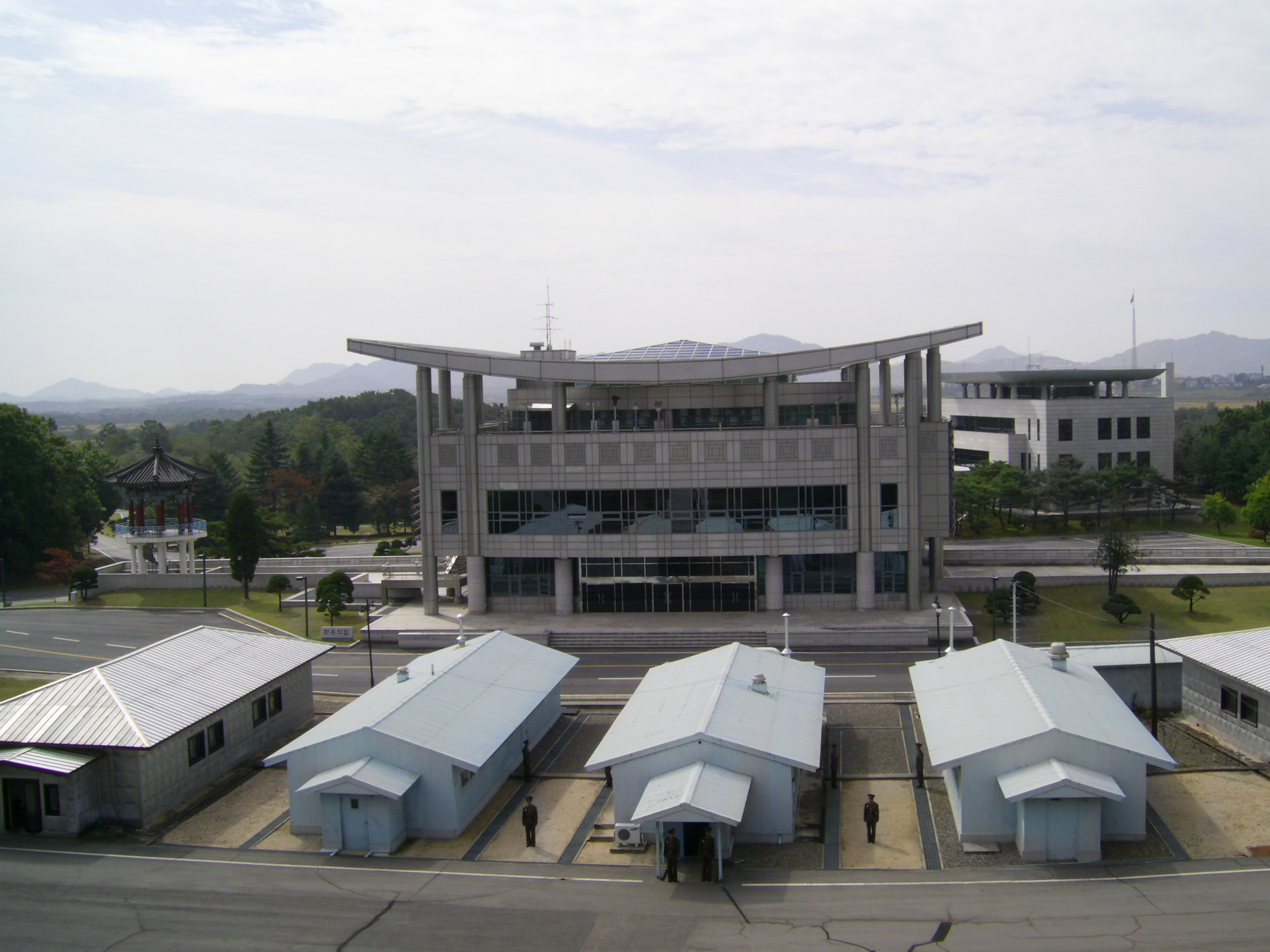
El Área de Seguridad Conjunta en la ZDM, mirando hacia Corea del Sur desde el Norte.

La única parte de la ZDC donde los ejércitos norcoreano y estadounidense (o en ocasiones surcoreano en representación de este) se encuentran frente a frente es el Área de seguridad conjunta, situada en Panmunjom. Cuenta con varios edificios, que se encuentran en el borde de la línea de demarcación. Estos suelen utilizarse por ambas partes para acuerdos diplomáticos entre ambos países, o negociaciones militares entre Corea del Norte y el Comando de las Naciones Unidas.

## Túneles de incursión
Tropas surcoreanas descubrieron la existencia de cuatro túneles por debajo de la zona desmilitarizada. El primero de ellos fue hallado el 15 de noviembre de 1974 por una patrulla de Corea del Sur, y se extendía unos 1000 metros por debajo de la línea de demarcación militar. Después se encontraron hasta tres túneles más, siendo hallado el último el 3 de marzo de 1990. El gobierno de Corea del Sur sospecha de la existencia de más túneles como los encontrados.
Los túneles fueron cavados por las tropas norcoreanas, y permiten el pase de una división entera de infantería en menos de una hora. Debido a su construcción, el ejército de Corea del Norte no podía pasar vehículos para cruzar la frontera. Con el paso del tiempo, los nuevos túneles construidos ganaron en sofisticación y seguridad. Corea del Sur permite visitar algunos de los túneles con visitas guiadas.

## Flora y fauna

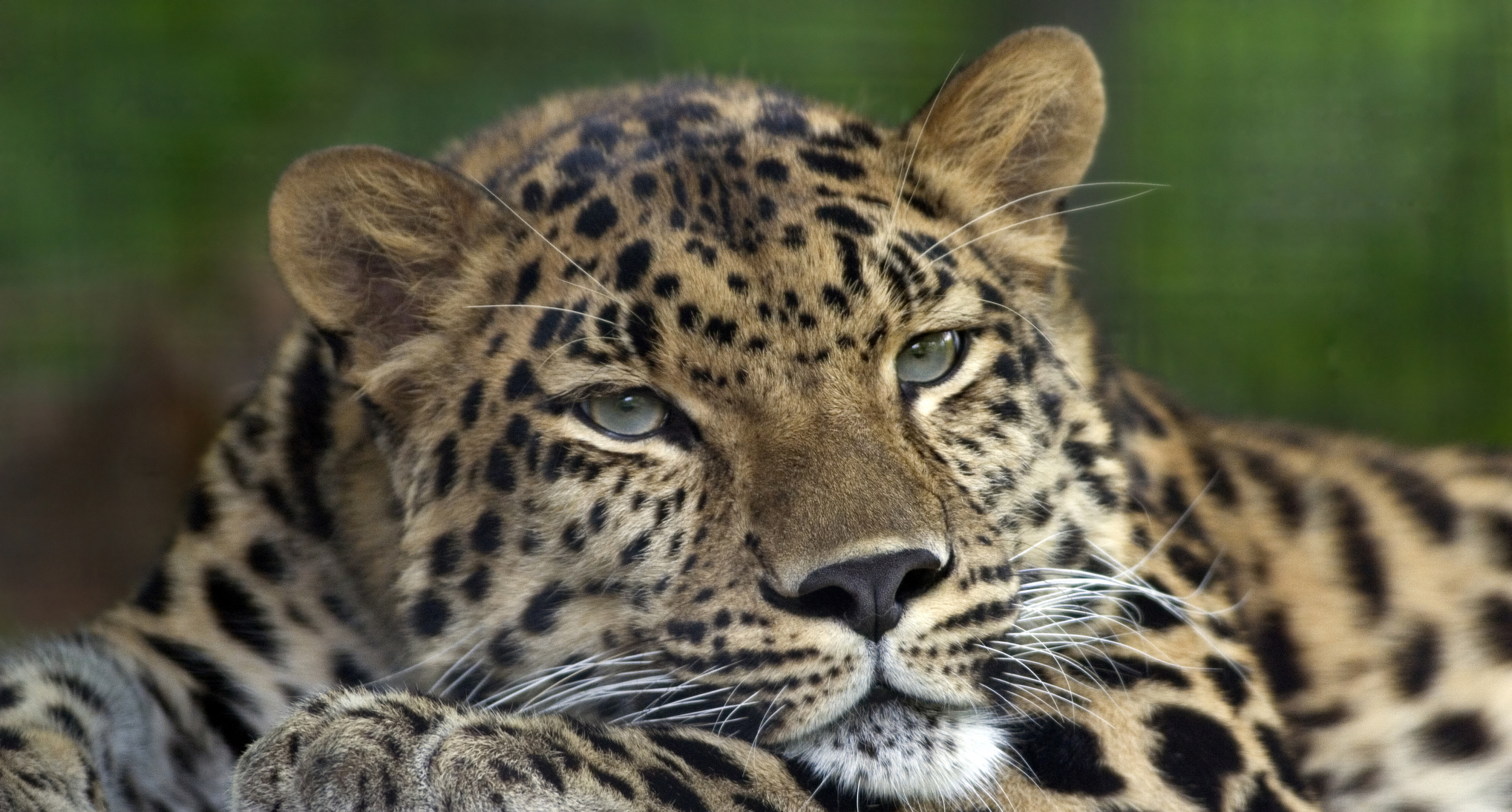
El leopardo del Amur, especie en peligro de extinción, habitante de la ZDC.

La ZDC es una zona casi despoblada y, por ello, cuenta con un interesante hábitat natural y gran biodiversidad ecológica. Diversos equipos de investigación han podido encontrar en la zona más de 50 especies animales y 12 vegetales, y estiman que pueden encontrarse más de 80 tipos de especies marinas y 50 tipos de animales mamíferos. El gobierno de Corea del Sur propuso a las Naciones Unidas que una parte de la ZDC fuera declarada reserva natural por la UNESCO.
Entre las especies que pueden encontrarse en ese hábitat se encuentran el gato salvaje coreano, la grulla de corona roja, el leopardo del Amur y el tigre siberiano.